# Giovanni Feneziani
Giovanni Feneziani, all'anagrafe Giovanni Antonio, (San Pio delle Camere, 28 dicembre 1851 – Chieti, 1931) è stato uno scultore e decoratore italiano.

## Biografia
Nato a San Pio delle Camere nel 1851 da Pietrangelo e Anna Lucia, si trasferì all'Aquila, dove studiò nella Scuola d'arti e mestieri con Teofilo Patini, diventando a sua volta insegnante. Anche il fratello minore, Berardino, lo seguì negli studi e collaborò nella realizzazione di alcune opere. Feneziani si stabilì poi a Chieti, ma lavorò in tutto l'Abruzzo, morendo infine nella città teatina nel 1931.

## Opere
La seguente è una lista parziale delle opere realizzate da Giovanni Feneziani, spesso in collaborazione con il fratello Berardino:
- Facciata della chiesa di San Pietro Celestino, San Pio delle Camere (1899)
- Fontana del Cesar, Cerchio (1903)
- Decorazioni del santuario di San Domenico, Cocullo (1912), statue e tabernacolo monumentale
- Fede e Carità nella chiesa di Santa Maria ad Nives, Sulmona
- Decorazioni del santuario della Madonna della Libera, Pratola Peligna, statue e stucchi
- Soffitto e altare maggiore della chiesa di San Nicola, Cansano
- Decorazioni della chiesa di santa Maria della Misericordia, Pacentro, soffitto istoriato e statue
- Alcune cappelle e statue presso il cimitero monumentale di Chieti